# Кубок Чернігівської області з футболу 2007
Кубок Чернігівської області з футболу 2007 — 59-й розіграш Кубка Чернігівської області з футболу.
На всіх етапах турніру, окрім фіналу, зустрічі команд складаються з одного матчу.

## Учасники
В цьому розіграші Кубку узяли участь 15 клубів.
| - «Авангард» (Корюківка) - «Авангард-Фортуна» (Количівка) - «Борзна-Юність» (Борзна) - «Десна» (Козелець) - «Еліткартопля» (Седнів) - «Єдність» (Плиски) - «Колос» (Мена) - «Маяк» (Носівка) - ФК «Ніжин» (Ніжин) - «Полісся» (Добрянка) - «Ревна» (Семенівка) - ФК «Славутич» (Славутич) - «Стелла Артуа» (Чернігів) - «Технікум-Сосниця» (Сосниця) - «Шина» (Чернігів) |

## 1/8 фіналу
| Команда 1                    | Команда 2                      | Рахунок        |
| ---------------------------- | ------------------------------ | -------------- |
| «Борзна-Юність» (Борзна)     | «Єдність» (Плиски)             | 0:4            |
| «Технікум-Сосниця» (Сосниця) | «Колос» (Мена)                 | 0:0 (пен. 3:2) |
| «Ревна» (Семенівка)          | «Стелла Артуа» (Чернігів)      | 0:4            |
| «Маяк» (Носівка)             | «Авангард» (Корюківка)         | -:+            |
| «Десна» (Козелець)           | «Полісся» (Добрянка)           | 1:3            |
| «Еліткартопля» (Седнів)      | «Авангард-Фортуна» (Количівка) | 0:1            |
| «Шина» (Чернігів)            | ФК «Славутич» (Славутич)       | 1:1 (пен. 5:4) |
| ФК «Ніжин» (Ніжин)           |                                | +:-            |

## 1/4 фіналу
| Команда 1                 | Команда 2                      | Рахунок |
| ------------------------- | ------------------------------ | ------- |
| «Єдність» (Плиски)        | «Технікум-Сосниця» (Сосниця)   | 5:0     |
| «Стелла Артуа» (Чернігів) | «Авангард» (Корюківка)         | 0:4     |
| «Полісся» (Добрянка)      | «Авангард-Фортуна» (Количівка) | 6:0     |
| «Шина» (Чернігів)         | ФК «Ніжин» (Ніжин)             | 1:2     |

## 1/2 фіналу
| Команда 1            | Команда 2              | Рахунок        |
| -------------------- | ---------------------- | -------------- |
| «Єдність» (Плиски)   | «Авангард» (Корюківка) | 4:1            |
| «Полісся» (Добрянка) | ФК «Ніжин» (Ніжин)     | 0:0 (пен. 4:3) |

## Фінал
| Команда 1          | Заг. | Команда 2            | 1-й матч | 2-й матч   |
| ------------------ | ---- | -------------------- | -------- | ---------- |
| «Єдність» (Плиски) | 3:2  | «Полісся» (Добрянка) | 1:1      | 2:1 (д.ч.) |